# Sportovec roku 2004

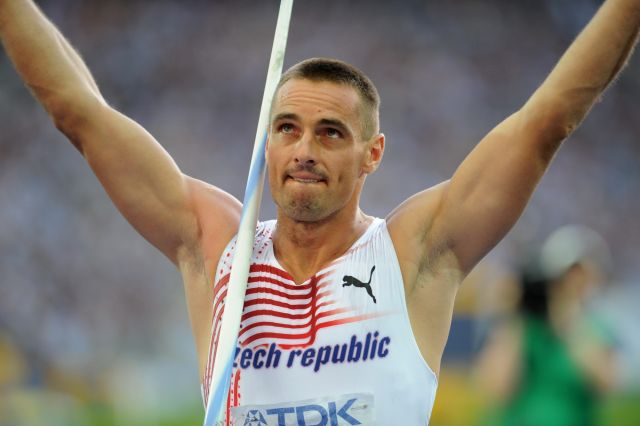
Roman Šebrle

Sportovec roku 2004 byl 46. ročník ankety Sportovec roku a dvanáctý v samostatném Česku. Vítězem se stal desetibojař Roman Šebrle, který toho roku na hrách v Athénách získal zlatou olympijskou medaili. V kategorii kolektivů zvítězila česká fotbalová reprezentace, která přivezla z mistrovství Evropy v Portugalsku bronzové medaile. Nejlepší střelec tohoto turnaje Milan Baroš obsadil v kategorii jednotlivců druhé místo. V první desítce se objevili i dva další fotbalisté. Pátou sportovní legendou Česka (držitelem ceny Emila Zátopka) byl vyhlášen hokejista a hokejový trenér Ivan Hlinka. Cena mu byla udělena posmrtně, zemřel v srpnu roku 2004. Zajímavostí je, že anketu Sportovec roku nikdy nevyhrál.

## První desítka jednotlivci
1. Roman Šebrle (atletika) - 2056 bodů
2. Milan Baroš (fotbal) - 1355 bodů
3. Jaroslav Bába (atletika) - 1268 bodů
4. Pavel Nedvěd (fotbal) - 1263 bodů
5. Lenka Šmídová (jachting) - 1215 bodů
6. Jaromír Jágr (lední hokej) - 1077 bodů
7. Kateřina Neumannová (lyžování) - 1020 bodů
8. Petr Čech (fotbal) - 906 bodů
9. Libor Capalini (moderní pětiboj) - 778 bodů
10. Lenka Hyková (sportovní střelba) - 651 bodů

## První trojka družstva
1. česká fotbalová reprezentace -  668 bodů
2. párová čtyřka veslařů - 349 bodů
3. česká hokejová reprezentace - 308 bodů

## Junioři
1. Lenka Hyková (sportovní střelba)
2. Roman Kreuziger (cyklistika)
3. Denisa Ščerbová (atletika)

## Sportovní legenda
- Ivan Hlinka